# Österreichische Adler-Werke

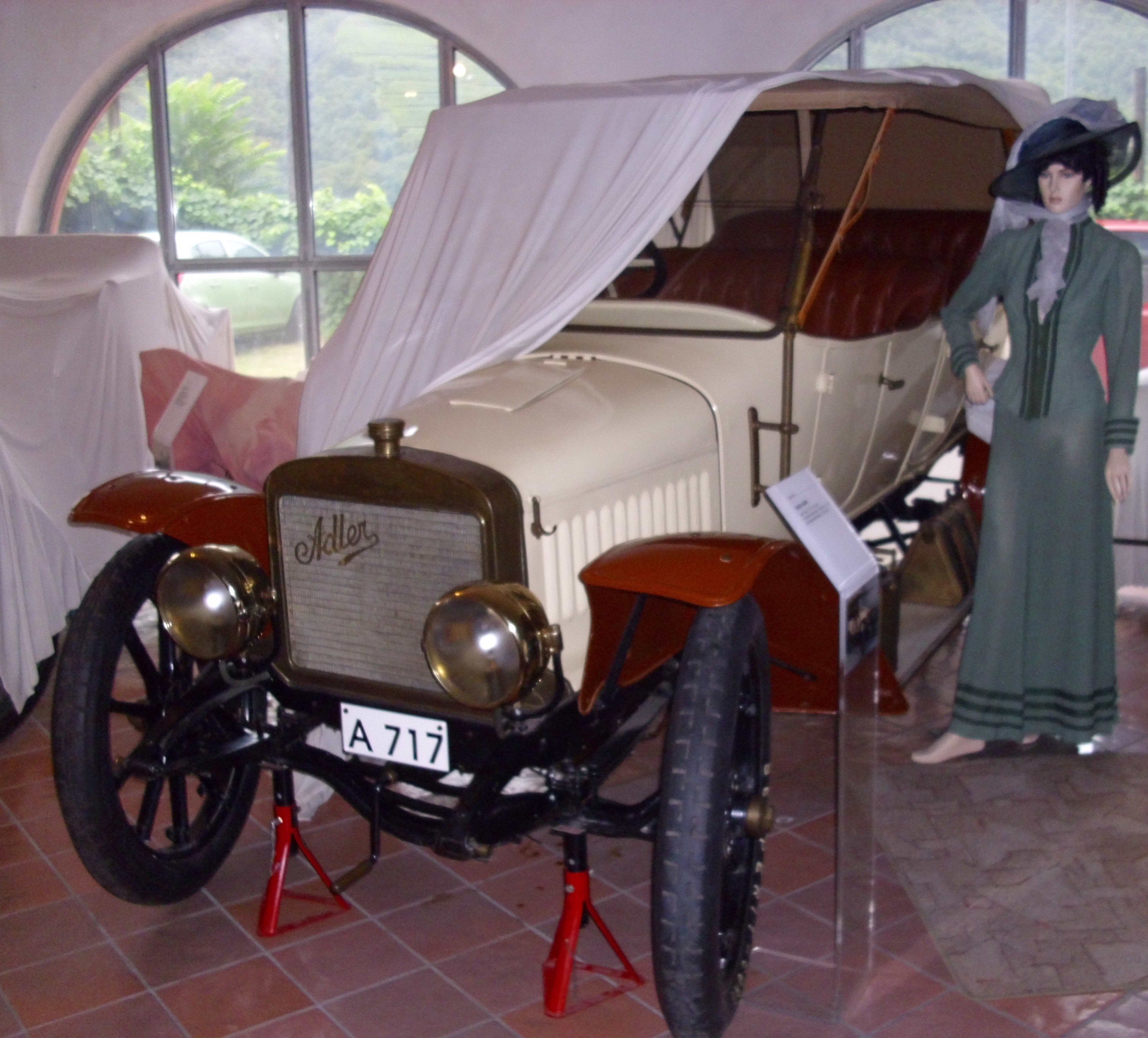
Austro-Adler 7/17 PS von 1912

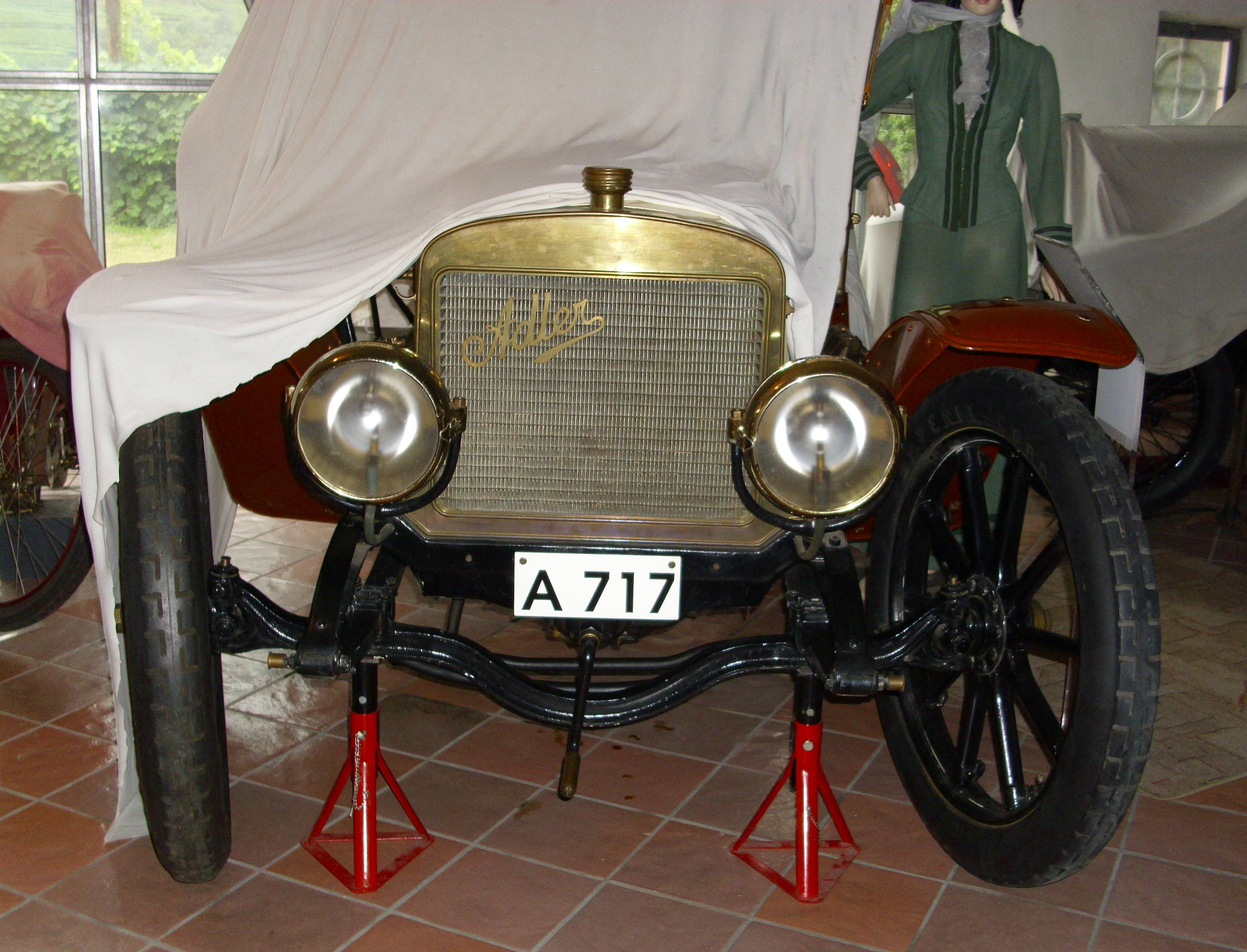
Front

Die Österreichischen Adler-Werke waren ein Hersteller von Automobilen aus Österreich-Ungarn.

## Unternehmensgeschichte
Die Adlerwerke aus Frankfurt am Main gründeten 1912 ein Montagewerk in Wien. Im gleichen Jahr begann die Produktion von Automobilen. Der Markenname lautete Adler, auch Austro-Adler genannt. 1914 endete die Produktion.

## Fahrzeuge
Das Unternehmen stellte einige Modelle her, die den Modellen des Hauptunternehmens glichen. Ein Modell war der 7/17 PS. Ein Vierzylinder-Reihenmotor mit 1800 cm³ Hubraum mit 17 PS Leistung trieb das Fahrzeug an.
Ein Fahrzeug dieser Marke existiert noch.